# Louis de Zwart
Louis Johan Arthur de Zwart (Tilburg, 4 februari 1935 – Berkel-Enschot, 5 mei 2015) was een Nederlands voetballer. 

## Loopbaan
De Zwart, een verdediger, voetbalde in de periode 1956-1959 70 wedstrijden voor Willem II. Eerder kwam hij uit voor stadgenoot TSV LONGA. In seizoen 1956/57 degradeerde hij met Willem II naar de Eerste divisie, het jaar erop werd het team kampioen van de Eerste divisie A en promoveerde. In 1959 keerde hij terug bij LONGA en kwam met deze club tot 1965 uit in de Tweede divisie.

## Carrièrestatistieken
| Seizoen         | Club            | Land            | Competitie                   | Competitie | Competitie | Beker | Beker | Internationaal | Internationaal | Overig | Overig | Totaal | Totaal |
| Seizoen         | Club            | Land            | Competitie                   | Wed.       | Dlp.       | Wed.  | Dlp.  | Wed.           | Dlp.           | Wed.   | Dlp.   | Wed.   | Dlp.   |
| --------------- | --------------- | --------------- | ---------------------------- | ---------- | ---------- | ----- | ----- | -------------- | -------------- | ------ | ------ | ------ | ------ |
| 1954/55         | LONGA           | Nederland       | Eerste klasse D (Afgebroken) | –          | 1          | –     | –     | 0              | 0              | 0      | 0      | –      | 1      |
| 1954/55         | LONGA           | Nederland       | Eerste klasse A              | –          | 2          | –     | –     | 0              | 0              | 0      | 0      | –      | 2      |
| 1955/56         | LONGA           | Nederland       | Eerste klasse B              | –          | 1          | –     | –     | 0              | 0              | 0      | 0      | –      | 1      |
| 1956/57         | Willem II       | Nederland       | Eredivisie                   | –          | –          | –     | 0     | 0              | 0              | 0      | 0      | –      | –      |
| 1957/58         | Willem II       | Nederland       | Eerste divisie A             | –          | –          | –     | 0     | 0              | 0              | 0      | 0      | –      | –      |
| 1958/59         | Willem II       | Nederland       | Eredivisie                   | –          | –          | –     | 0     | 0              | 0              | 0      | 0      | –      | –      |
| 1959/60         | LONGA           | Nederland       | Tweede divisie A             | –          | 0          | –     | –     | 0              | 0              | 0      | 0      | –      | 0      |
| 1960/61         | LONGA           | Nederland       | Tweede divisie               | –          | 3          | –     | 0     | 0              | 0              | 0      | 0      | –      | 3      |
| 1961/62         | LONGA           | Nederland       | Tweede divisie               | –          | 3          | –     | 0     | 0              | 0              | –      | 0      | –      | 3      |
| 1962/63         | LONGA           | Nederland       | Tweede divisie B             | –          | 6          | –     | 0     | 0              | 0              | 0      | 0      | –      | 6      |
| 1963/64         | LONGA           | Nederland       | Tweede divisie B             | –          | 4          | –     | 0     | 0              | 0              | –      | 0      | –      | 4      |
| 1964/65         | LONGA           | Nederland       | Tweede divisie B             | –          | 7          | 1     | 1     | 0              | 0              | –      | 0      | –      | 8      |
| Carrière totaal | Carrière totaal | Carrière totaal | Carrière totaal              | –          | –          | –     | 1     | 0              | 0              | –      | 0      | –      | –      |

## Erelijst
Willem II
| Nationaal      |    |         |
| Eerste divisie | 1x | 1957/58 |